# Цимбалюк Костянтин Семенович
Костянтин Семенович Цимбалюк (23 березня 1938) — радянський футболіст, який грав на позиції нападника. Відомий за виступами у низці команд класу «Б», та у складі кишинівської «Молдови» у вищій лізі чемпіонату СРСР.

## Клубна кар'єра
Костянтин Цимбалюк розпочав виступи на футбольних полях у команді класу «Б» «Шахтар» (Шахти) у 1958 році. Наступного року він разом із низкою молодих та маловідомих гравців, серед яких зокрема були Микола Гостєв та Адольф Поскотін, стає гравцем іншої команди класу «Б» «Авангард» з Сімферополя. У цій команді Цимбалюк грав протягом трьох сезонів, після чого перейшов до складу іншої команди класу «Б» «Шахтар» (Красний Луч). З цієї команди футболіст отримав запрошення до команди вищої ліги «Динамо» (Москва), проте грав виключно за її дублюючий склад. Ще до закінчення сезону 1962 року Цимбалюк став гравцем команди класу «Б» «Трудові резерви» з Кисловодська, з якої знову отримав запрошення до команди вищої ліги, цього разу «Молдови» з Кишинева. У 1963 році футболіст дебютував у вищій лізі, зігравши за кишинівську команду 11 матчів, у яких йому не вдалось відзначитись забитими м'ячами. У 1963 році Костянтин Цимбалюк повертається до складу кисловодських «Трудових резервів», і після завершення сезону закінчує виступи на футбольних полях.